# Lotfi Abdelli
Pour les articles homonymes, voir Abdelli.
Lotfi Abdelli (arabe : لطفي العبدلي), né le 14 mars 1970 à Tunis, est un acteur et humoriste tunisien.

## Biographie
Né le 14 mars 1970 à Tunis, Lotfi Abdelli commence sa carrière artistique comme danseur au Conservatoire national de musique et de danse de Tunis, sous la direction de Anne-Marie Sellami, puis au ballet du Théâtre national, sous la direction de Mohamed Driss, au Ballet national tunisien, sous la direction d'Odile Cougoule (spectacle Histoires d'elles en 1991) et de Nawel Skandrani, et avec Imed Jemâa dans sa compagnie, le Théâtre de la danse. Il a participé comme danseur dans le spectacle Hadhra de Fadhel Jaziri.
Au cinéma, il remporte le prix de la meilleure interprétation masculine aux Journées cinématographiques de Carthage 2006 pour son rôle dans le film Making of de Nouri Bouzid.
En août 2012, son spectacle 100 % hallal est annulé par des salafistes, qui viennent prier dans la salle réservée afin de l'empêcher de jouer,.
En juin 2015, il présente l'émission Chich Bich sur la chaîne Attessia TV. Il en profite pour se réconcilier avec Samir Dilou trois ans après une altercation sur le plateau de l'émission Sans éloge sur Hannibal TV.
En 2015 et 2016, Lotfi Abdelli reçoit le prix du meilleur comédien pour son rôle dans Bolice et le prix de la star ramadanesque aux Romdhane Awards, attribués par Mosaïque FM,.
En décembre 2015, il remporte le prix du meilleur acteur pour son interprétation dans le film Les Frontières du ciel de Farès Naânaâ lors du douzième Festival international du film de Dubaï.
En septembre 2017, Lotfi Abdelli ouvre un salon de thé. En décembre de la même année, il lance une nouvelle émission de télévision baptisée Abdelli ShowTime et diffusée sur la chaîne Attessia TV. En juin 2019, il annonce vouloir devenir actionnaire de cette chaîne. La même année, il crée son one-man-show Just Abdelli 100 % Tabou.

## Cinéma

### Longs métrages
| Année | Titre                       | Rôle           | Réalisateur                       |
| ----- | --------------------------- | -------------- | --------------------------------- |
| 1998  | No Man's Love               | Hakim          | Nidhal Chatta                     |
| 2002  | Poupées d'argile            | Riva           | Nouri Bouzid                      |
| 2003  | Le Soleil assassiné         | Zine           | Abdelkrim Bahloul                 |
| 2004  | La Villa                    | Hédi           | Mohamed Damak                     |
| 2006  | Noce d'été (ar)             | Sami           | Mokhtar Ladjimi                   |
| 2006  | Making of                   | Bahta          | Nouri Bouzid                      |
| 2007  | Le Sacre de l'homme         |                | Jacques Malaterre                 |
| 2010  | La Cité                     | Soufik         | Kim Nguyen                        |
| 2010  | Fin décembre (ar)           | Sofiane        | Moez Kamoun (ar)                  |
| 2011  | L'Infiltré                  | Hamza          | Giacomo Battiato                  |
| 2011  | Always Brando (en)          | Lamine         | Ridha Béhi                        |
| 2011  | Le Cochon de Gaza           | Jeune policier | Sylvain Estibal                   |
| 2012  | Fausse note                 | Lotfi Abdelli  | Majdi Smiri                       |
| 2012  | Millefeuille                | Brahim         | Nouri Bouzid                      |
| 2014  | Simshar (en)                | Simon          | Rebecca Cremona (en)              |
| 2015  | Les Frontières du ciel (ar) | Sami           | Farès Naânaâ                      |
| 2019  | Noura rêve                  | Jamel          | Hinde Boujemaa                    |
| 2024  | La Gardav                   | Samy           | Thomas Lemoine et Dimitri Lemoine |

### Moyens métrages
- 2008 : Penalty (Dharbet Jazzaa) de Nouri Bouzid

### Courts métrages
- 2005 : Normal (Nesma wa Rih) de Lassaad Dkhili
- 2006 :
  - Le Rendez-vous (Ahlem) de Sarra Abidi
  - Ordure de Lotfi Achour
  - Il faut que je leur dise d'Amel Smaoui
  - Train Train de Taoufik Béhi
- 2008 : Évasion de Mohamed Ajbouni
- 2009 : Lee Amel de Jamil Najjar
- 2013 : N'importe quoi d'Ismahane Lahmar : Paco
- 2015 : Ghasra de Jamil Najjar

## Télévision

### Séries
- 1998 : Îchqa wa Hkayet de Slaheddine Essid : Zouhair
- 1999 : Ghalia de Moncef Kateb et Jamel Eddine Khelif (invité d'honneur des épisodes 12 à 15) : Kaïs
- 2000 : Edhak Ledonia de Tahar Fazaa : Walid
- 2001 : Je ne t'ai pas raconté
- 2002 : La Fille du kiosque  de Khaled Barsaoui : Soltan
- 2003 :
  - Chez Azaïez de Hatem Bel Hadj et Slaheddine Essid (invité d'honneur des épisodes 21 à 24) : Namoussa
  - Chams wa Dhilal d'Ezzedine Harbaoui : Hichem
- 2004 : Des Pas sur les nuages d'Abdellatif Ben Ammar et Mohamed Mongi Ben Tara : Adel
- 2006 : Hayet Wa Amani de Mohamed Ghodbane : Kamel
- 2007-2008 : Choufli Hal de Slaheddine Essid et Abdelkader Jerbi : Mohamed Ali - Mido
- 2008 :
  - House of Saddam de Jim O'Hanlon : Abdul Samad
  - Sayd Errim d'Ali Mansour : Souhail
- 2010 : Garage Lekrik de Ridha Béhi : Sofien Boulon
- 2011 : Njoum Ellil de Mahdi Nasra : Marouen
- 2012 : Pour les beaux yeux de Catherine de Hamadi Arafa : Si Imed
- 2013-2014 :
  - Happy Ness de Majdi Smiri : Hssouna
  - Caméra Café d'Ibrahim Letaïef : Dali
- 2015 :
  - School de Karim Ben Rhouma : Si Berjab (professeur de philosophie)
  - Histoires tunisiennes de Nada Mezni Hafaiedh : Si Mo
  - Lilet Chak de Majdi Smiri (invité d'honneur de l'épisode 16) : enquêteur
- 2015-2018 : Bolice de Majdi Smiri : Ammar
- 2016 : Le Président de Jamil Najjar : Najm
- 2016-2017 : Flashback de Mourad Ben Cheikh : Si Sadok Mahwachi
- 2018-2019 : Ali Chouerreb de Madih Belaïd et Rabii Tekali : Ali Chouerreb
- 2019 :
  - L'Affaire 460 de Majdi Smiri : Si Lamjed - Glanza
  - Nouba d'Abdelhamid Bouchnak (invité d'honneur de l'épisode 20) : fils de Gannouch
- 2021 : L'Espion de Rabii Tekali : Zied
- 2023 : Sabbak El Khir

### Émissions
- 1999-2001 : Chams Alik de Nejib Belkadhi sur Canal+ Horizons
- 2011 : Ness El Can sur Nessma : invité
- 2012 :
  - Le Crocodile de Moez Ben Gharbia : invité
  - Dhouk Tohsel de Kaouther Belhaj sur Tunisna TV : invité
  - Star Time sur Tunisna TV : invité
- 2015 :
  - Klem Ennes d'Ala Chebbi sur El Hiwar El Tounsi : invité
  - Labès de Naoufel Ouertani sur Attessia TV : invité
  - Ça me dit rien d'Amine Gara sur Hannibal TV : invité
- 2016 :
  - Chich Bich sur Attessia TV : animateur
  - Bayt El Kassid de Zahi Wahbi sur Al Mayadeen : invité
- 2017 : Labès (saison 8) de Naoufel Ouertani sur Attessia TV : invité
- 2017-2020 : Abdelli Showtime : animateur
- 2018 :
  - Klem Ennes d'Ala Chebbi : invité
  - Culture sur France 24 de Liana Salah : invité
- 2020 : Binetna (épisode 1) d'Ala Chebbi sur El Hiwar El Tounsi : invité
- 2021 :
  - Dari Darek d'Amel Smaoui (web-show) sur la chaîne YouTube de Radio IFM : invité
  - Wahch Chacha de Samir El Wafi sur Attessia TV : invité de l'épisode 27 de la saison 3
- 2021-2022 :
  - Abdelli Big Show  sur Carthage+ : animateur

### Théâtre
- 2006 : Borj Eddalou de Taoufik El Ayeb
- 2009 : Made in Tunisia de Chedly Arfaoui
- 2015 : Abdelli Best Of Show
- 2019 : Just Abdelli 100% Tabou de Rabii Takeli